# Marie Vélon
Marie Vélon est une jockey née le 8 février 1999 à Arnas et arrivée à la compétition hippique en 2017. Quintuple cravache d'or féminine, elle détient le record féminin du nombre de victoires sur une année avec 99, établi en 2023.

## Biographie

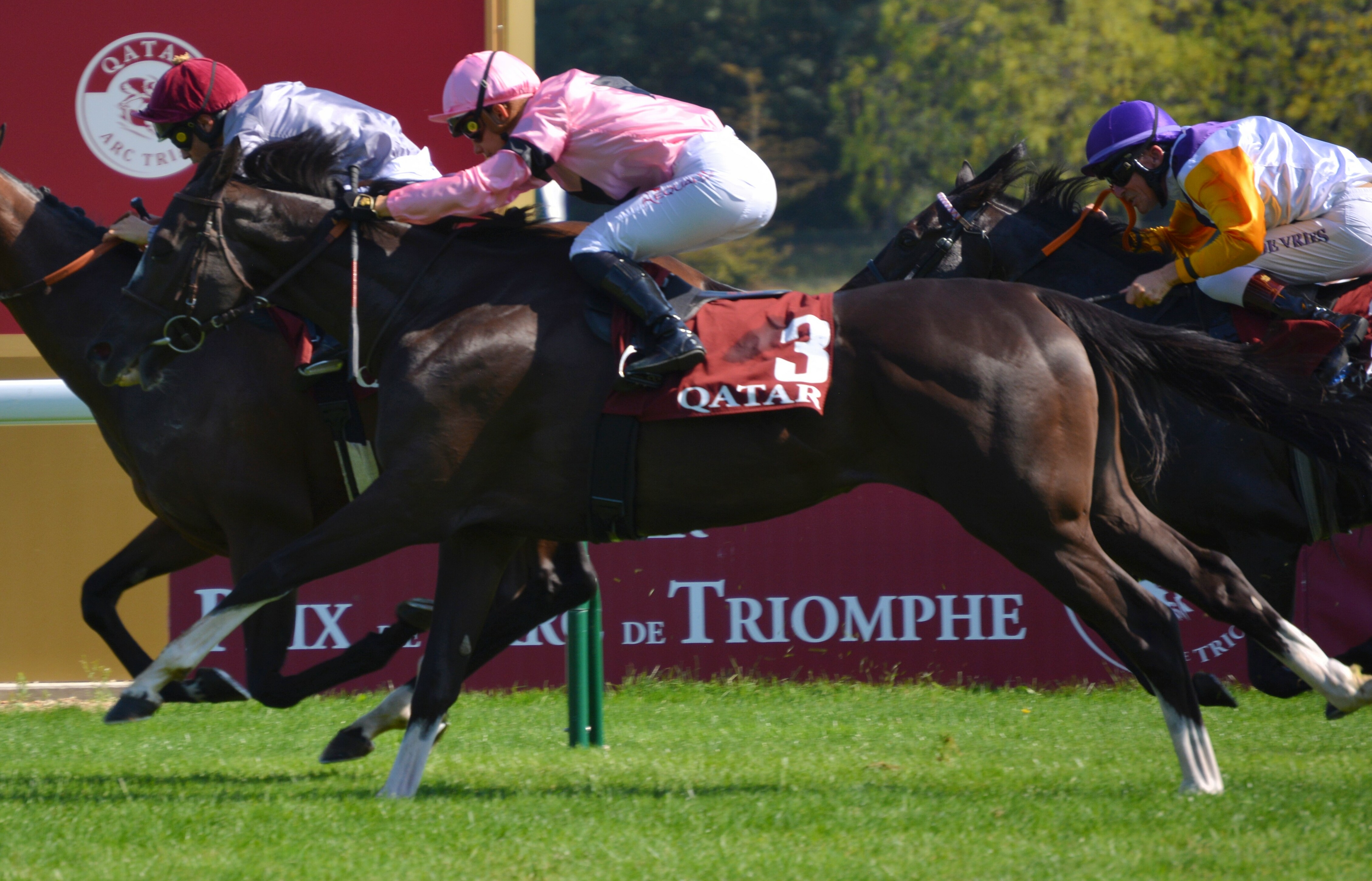
Marie Vélon montant Irésine dans le Prix Foy 2023.

Née en 1999, elle va dès 5 ans avec sa famille sur les champs de course et commence à monter des poneys. Elle souhaite dans sa jeunesse suivre l'exemple de son oncle jockey Éric Antoinat. Ce dernier et son père l'emmènent, âgée de douze ans, chez l’entraîneur Bernard Goudot à Chazey-sur-Ain où elle monte à cheval pendant trois ans,,.
À quinze ans, elle entre en seconde à l'école des courses hippiques de l'AFASEC,. Elle devient apprentie chez Alain de Royer-Dupré après l'avoir démarché,,. Elle débute en compétition avec la pouliche Swertia le 22 octobre 2016 à l'hippodrome de Croisé-Laroche. En raison d'un manque de chevaux destinés à une apprentie, elle rejoint Jean-Pierre Gauvin à Lyon en juillet 2017. Elle effectue sa première course en septembre et gagne sa première épreuve le même mois, à Carpentras. Lors des sept premiers mois de 2018, elle totalise 4 victoires et 27 places en 44 tentatives et signe sur l'hippodrome de Vichy son premier triplé.
Pour progresser physiquement et mentalement, elle s'offre les services d'une coach sportive pendant quelques années,,. Elle passe professionnelle fin 2019 et signe courant 2020 avec l'agent Jules Susini. L'entraîneur de courses de plat Jean-Pierre Gauvin, son employeur, apprécie « son état d'esprit irréprochable et sa belle motivation, ses parcours très fluides en course, son professionnalisme sans faille ».
Marie Vélon établit un nouveau record du nombre de victoires en une année pour une femme jockey avec 84 victoires en 2020 pour 680 courses,. Elle se classe septième au palmarès mixte de la cravache d’or en course de plat et remporte sa première cravache d'or féminine. Elle gagne sa première course de groupe, un groupe 3 avec Irésine le 13 juin 2021. Toujours avec Irésine, elle obtient le 23 octobre 2022 son premier Groupe 1 dans le Prix Royal Oak, devenant la troisième femme à remporter une course de ce niveau. Elle termine l'année avec 87 victoires et une nouvelle cravache d'or féminine. En 2023 et 2024, elle gagne respectivement à 99 et 92 reprises, et obtient ses quatrième et cinquième cravaches d'or féminines,, termine septième et huitième du classement mixte. 

## Palmarès
France
- Prix Royal-Oak (Gr.1) – 1 – Irésine (2022)[8]
- Prix Ganay (Gr.1) – 1 – Irésine (2023)
- Prix Foy (Gr.2) – 2 – Irésine (2022[12], 2024[13])
- Prix du Conseil de Paris (Gr.2) – 1 – Irésine (2023)
- La Coupe (Gr.3) –  1 – Irésine (2021)[14]

## Distinctions
- Cravache d'or féminine – 2020, 2021, 2022, 2023, 2024